# Crenias weddelliana
Crenias weddelliana là một loài thực vật có hoa trong họ Podostemaceae. Loài này được (Tul.) C.D.K.Cook & Rutish. mô tả khoa học đầu tiên năm 2001.